# Ichneumon subobsoletus
Ichneumon subobsoletus là một loài tò vò trong họ Ichneumonidae.